# Czesław Grabowski (dyrygent)
Czesław Grabowski (ur. 21 lipca 1946 w Sosnowcu) – polski dyrygent, kompozytor i pedagog.

## Życiorys
Absolwent Państwowej Wyższej Szkoły Muzycznej w Katowicach (klasa kompozycji prof. Bolesława Woytowicza, dyplom z wyróżnieniem w 1973). Ukończył też studia dyrygenckie na Akademii Muzycznej w Katowicach w klasie prof. Jana Hawela. W 2011 otrzymał tytuł profesora sztuk muzycznych. 
Pracował jako kierownik artystyczny w Operze Śląskiej i Państwowym Zespole Pieśni i Tańca „Śląsk”, jako dyrygent w Filharmonii Zabrzańskiej a także (w latach 2009-2012) jako główny dyrygent Orkiestry Symfonicznej Radia i Telewizji Republiki Białoruś. Od 1986 jest dyrektorem naczelnym i artystycznym Filharmonii Zielonogórskiej im. Tadeusza Bairda. 
Od 2004 jest pedagogiem w Akademii Sztuki w Szczecinie zatrudnionym od 2011 na stanowisku profesora zwyczajnego.

## Wybrane odznaczenia
- Złoty Krzyż Zasługi
- Odznaka honorowa „Zasłużony dla kultury polskiej”
- Srebrny Medal „Zasłużony Kulturze Gloria Artis”
- Honorowy Obywatel Miasta Zielona Góra